# Titularbistum Constantia in Phoenicia
Das Titularbistum Constantia in Phoenicia war ein Titularbistum der römisch-katholischen Kirche. Es lag in Phoenicia.
Ein bekannter Titularbischof war Nikolaus Plate von Jüterbog. Er war Zisterzienser und um 1385 Weihbischof in Cammin, Meißen und Magdeburg. 
Rudolf von Stolberg wurde 1352 Titularbischof von Constantia in Phoenicia und Weihbischof in Naumburg
1431 wird ein Gottfried Dreger zum Titularbischof ernannt. 
Ein weiterer Titularbischof  war Thomas. Er assistierte bei zwei Bischofsweihen im Jahre 1401.